# Szikora György (festő, 1788–1862)
Szikora György (Eger, 1788. – 1862.) magyar képíró, festő, aranyozó.

## Életpályája
Serdülőkorában, 1806-ban apja novíciusnak adta be a minoritákhoz, de ő még a próbaidő letelte előtt kilépett a rendből. Apjától kitanulta a mesterséget. Makóra került, ahol a katolikus fiúiskolában tanított 1813–1818, valamint 1820–1829 között. Miután többszöri fizetés rendezési kérelmét a város elöljárósága megsokallta, sértett emberként átmenetileg Szegedre költözött.

## Családja
Édesapja, idősebb Szikora György (1751–1806) egri céhbeli festő és aranyozó volt.

## Munkássága
Festett szobákat, templomokat, templomzászlókat és képeket egyaránt. Táblaképeket is festett. 1838-ban őt bízták meg Szeged nagy szülöttje, Kőszeghy László (1745–1828) püspök arcképének megfestésével. 1840-ben a kevermesi hívek rendelésére 14 stációs képet készített. 1850-ben a csanádpalotai katolikus templom főoltárképét festette meg.

## Emlékezete
Emlékét őrizte, hogy a makói Barcsay utcát, ahol lakott (Barcsay u. 5.) a makóiak előbb Piktor (1837–1851), majd Kálvária kereszt és Sóház utca (1851–1880) majd Képíró utcának (1880–1900) nevezték el.

## Főbb munkái
- A makói Vármegyeháza belső tereinek festése (1837)
- Kőszeghy László arcképe (1838)
- Kevermes 14 stációképe (1840)
- Nepomuki Szent János főoltárkép, Csanádpalota (1850)
- Templomfestés a makói püspöki rezidenciában, Orosházán, Bánfalván, Békéssámsonon és Békéscsabán